# Universidad de Cuenca
Universidad de Cuenca är ett universitet i Ecuador.   Det ligger i kantonen Cantón Cuenca och provinsen Azuay, i den södra delen av landet, 300 km söder om huvudstaden Quito.